# Gémigny
Gémigny – miejscowość i gmina we Francji, w Regionie Centralnym, w departamencie Loiret.
Według danych na rok 1990 gminę zamieszkiwało 145 osób, a gęstość zaludnienia wynosiła 10 osób/km² (wśród 1842 gmin Centre, Gémigny plasuje się na 992. miejscu pod względem liczby ludności, natomiast pod względem powierzchni na miejscu 905.).